# Sanctus
Sanctus (Са́нктус, лат. Sanctus — «Свят») — стародавній християнський літургійний гімн, входить до складу більшості древніх літургій, як західних, так і східних. У всіх обрядах, що використовують піснеспів «Свят, свят, свят», він входить до складу анафори і виконується, як правило, після префації.

## Текст
Гімн складається з двох частин, обидві являють собою злегка змінені біблійні цитати. Перша фраза пісні «Свят, Господь Бог Саваоф! Повні небеса і земля величної слави Твоєї!» сходить до третього вірша шостого розділу Книги пророка Ісаї
|  | І кликав один до одного й говорив: Свят, свят, свят Господь Саваот, уся земля повна слави Його! (Іс. 6:3) |

.
У пророчому баченні цю фразу співали серафими, що оточували престол Божий.

Друга фраза «Осанна в вишніх! Благословенний, хто йде в ім'я Господнє, осанна в вишніх!» — дещо змінена цитата з Євангелія від Матвія
|  | А народ, що йшов перед Ним і позаду, викрикував, кажучи: Осанна Сину Давидовому! Благословенний, хто йде у Господнє Ім'я! Осанна на висоті!» (Мт. 21:9) |

.
Згідно з Євангелієм, окликами «Осанна!» і «Благословенний, хто йде у Господнє Ім'я!» народ вітав Христа під час Входу Господнього в Єрусалим.
Повністю текст цього гімну виглядає так:
| Латинською мовою | Українською мовою |
| --- | --- |
| Sanctus, Sanctus, Sanctus Dominus Deus Sabaoth. Pleni sunt caeli et terra gloriae tuae. Hosanna in excelsis. Benedictus qui venit in nomine Domini. Hosanna in excelsis | Свят, свят, свят, Господь Бог Саваот! Повні небеса і земля слави Твоєї! Осанна во вишніх! Благословенний, хто іде в ім'я Господнє! Осанна во вишніх! |

## Західні літургії
У римському обряді гімн слідує за префацією безпосередньо перед епіклезою. Він входить в кожну з чотирьох використовуваних у наш час[коли?] у латинському обряді Католицької церкви євхаристійних молитов. Гімн Sanctus — одна з найдавніших частин римської літургії. Його згадує папа Климент I, загиблий в кінці I століття. Папа Сикст I ввів його у римський канон близько 120 року
Sanctus входить до євхаристійного канону й інших західних літургійних обрядів. За свідченням Германа Паризького гімн Sanctus в галліканському обряді мав ту ж саму форму, що і в римському. В амвросіанському обряді Санктус також нічим не відрізняється від римського. Невеликі текстові відмінності існують в мосарабському обряді — замість «Осанна» співається «Осанна Синові Давидовому» і існує додатковий вигук — «Agyos, agyos, agyos Kyrie o theos».

## Східні літургії
У візантійському обряді (літургія Івана Златоуста та літургія Василія Великого, що використовуються різними православними та греко-католицькими церквами) гімн розділяє в складі анафори подячну та історичну частини.
Гімн Санктус присутній і в літургіях олександрійської та антіохійської традицій. У літургії апостола Марка, що використовувалася церквою Александрії в першому тисячолітті, в її спадкоємиці — літургії Кирила Єрусалимського, яка і понині використовується в коптському обряді, і в літургії апостола Якова західно-сирійського обряду (Сирійська православна церква, Сирійська католицька церква) даний гімн розташовується між префацією та анамнесісом. В халдейської літургії апостолів Тадея і Марія (Ассирійська церква Сходу, Халдейська католицька церква) він також слідує безпосередньо за префацією.